# Giovanni III Cornaro
Giovanni III Cornaro (Veneza, 30 de junho de 1720 - Roma, 29 de março de 1789) foi um cardeal do século XVIII e XIX

## Nascimento
Nasceu em Veneza em 30 de junho de 1720. Filho de Niccolò Cornaro e Alba Giustiniani. Do ramo da família San Mauirizio, diferente do dos demais cardeais Cornaro: Marco Cornaro (1500); Francesco Cornaro , sênior (1527); Andrea Cornaro (1544); Luís Cornaro (1551); Federico Cornaro , sênior , OSIo.Hieros. (1585); Francesco Cornaro , iuniore (1596); Federico Cornaro , iuniore (1626); e Giorgio Cornaro (1697). Seu sobrenome também está listado como Cornelius e como Corner.

## Educação
Percorsa la carriera degli studi ecclesiastici fu ammeso nella romana prelatura ...

## Juventude
Entrou na prelazia romana. Participativo apostólico protonotário , 12 de abril de 1742. Referendário dos Tribunais da Assinatura Apostólica da Justiça e da Graça, 24 de janeiro de 1743. Relator da SC do Bom Governo, setembro de 1743. Vice-legado em Bolonha, 22 de setembro de 1744 até 1747. Relator da Sagrada Consulta , abril de 1747. Prelado doméstico de Sua Santidade, junho de 1750. Vigário da basílica de S. Marco, Roma, e corretor do Tribunal da Assinatura Apostólica, janeiro de 1754. Auditor da Sagrada Rota Romana para a República de Veneza, agosto de 1758; tomou posse em 21 de março de 1759.

## Ordens sagradas
Recebeu o subdiaconado em 1º de junho de 1765. Abade comendador de Vangadizza, 1766; e de S. Benedetto di Vallalta, Bérgamo. Governador de Roma e vice-camerlengo da Santa Igreja Romana, de 2 de dezembro de 1775 a 1º de junho de 1778.

## Cardinalato
Criado cardeal diácono no consistório de 1º de junho de 1778; recebeu o chapéu vermelho em 4 de junho de 1778; e a diaconia de S. Cesareo in Palatio, 20 de julho de 1778. Atribuída à SS. CC. do Concílio, Ritos, Visita Cerimonial e Apostólica.

## Sacerdócio
Ordenado em 27 de fevereiro de 1779.

## Morte
Morreu em Roma em 29 de março de 1789. Exposto na igreja de S. Marco, Roma, onde ocorreu o funeral; seu corpo foi embalsamado e encerrado em três caixões como era costume; mais tarde, foi transportado e sepultado em particular na sua diaconia, S. Cesareo in Palatio. Uma laje de mármore com uma inscrição foi colocada em seu túmulo